# Lago di Massaciuccoli
Der Lago di Massaciùccoli ist der größte See in der Toskana. Der See gehört zum Naturpark Migliarino-S. Rossore-Massaciùccoli.